# Fritz Leist
Fritz Leist (* 31. Juli 1913 in Rockershausen bei Saarbrücken; † 1974 in München) war ein deutscher Psychotherapeut und katholischer Religionsphilosoph.

## Leben
Fritz Leist wuchs in Elversberg/Saar auf und besuchte von 1924 bis 1933 das Gymnasium Wendalinum in St. Wendel. Der Schüler von Romano Guardini war ein führendes Mitglied der aus dem Quickborn gegründeten Deutschmeister-Jungenschaft. Anfang 1934 entstand aus dieser und aus Gruppen des Bundes Neudeutschland der Graue Orden, der von Leist trotz der Verbote der bündischen Jugend weitergeführt wurde. Im Januar 1938 wurden 18 Mitglieder des Grauen Ordens, unter ihnen auch Leist, von der Gestapo wegen „bündischer Umtriebe“ verhaftet. Nach dreimonatiger Haft wurde er aufgrund einer nach der Annexion Österreichs ergangenen Amnestie entlassen. Obwohl sich Leist nach der Amnestierung von Grauem Orden und bündischer Jugend distanzierte, traf sich in seiner Münchner Wohnung weiterhin ein bündischer Freundeskreis, zu dem auch Willi Graf gehörte. Als Graf 1942 Leist um Beteiligung an den Aktionen der Weißen Rose bat, lehnte dieser das für sich und die Restgruppen des Grauen Ordens ab.
Fritz Leist war seit 1951 mit der Psychotherapeutin Marielene Leist (1925–2007) verheiratet. Das Ehepaar hatte vier Kinder.

## Studium und Professur
Leist studierte Theologie, Philosophie und Tiefenpsychologie. Er promovierte 1938 über Thomas von Aquin und habilitierte 1947.
Ab 1952 war Leist Professor für Religionsphilosophie der Philosophischen Fakultät der Ludwig-Maximilians-Universität München.
Für den Aufklärungsfilm Abarten der körperlichen Liebe (1970) fungierte Leist als wissenschaftlicher Berater und Drehbuchautor.
Sein Buch Der sexuelle Notstand und die Kirchen (1972) wurde teilweise als Angriff auf die Kirchen gewertet. Der Druck auf den Herderverlag wurde so groß, dass die Auslieferung nach 14 Tagen eingestellt wurde. Leist widersprach den Wertungen und das Buch erschien umgehend beim Gütersloher Verlagshaus Gerd Mohn.

## Schriften
- Der lebendige Gott und die Götter. Der Versuch eines Weges. Cassianeum, Donauwörth 1949.
- Moses – Sokrates – Jesus. Um die Begegnung mit der biblischen und antiken Welt. Knecht, Frankfurt am Main 1959.
- Der grössere Gott. 1959, Imprimatur 19. November 1959, Manz Verlag, München 1960.
- Auf dem Weg zur Ehe. Reihardt-Verlag München 1961.
- Existenz im Nichts. Versuch einer Analyse des Nihilismus. Manz, München 1961.
- Mensch im Bann der Bilder. Verführung oder Geleit? Manz, München 1962.
- Liebe und Geschlecht. Herder-Bücherei Nr. 367, 1970, zuvor: Manz München 1964, zuvor: Curt E. Schwab, Stuttgart 1953.
- (Hrsg.): Seine Rede geschah in mir. Einübung ins Alte Testament. Ein Werkbuch. Manz, München 1965.
- Nicht der Gott der Philosophen. Herder, Freiburg 1966.
- Die biblische Sage von Himmel und Erde. Herder, Freiburg 1967.
- Liebe, Geschlecht, Ehe. Rex-Verlag, München 1968.
- Zölibat – Gesetz oder Freiheit. Rex-Verlag, München 1969.
- Traum, Erkenntnis und Erfahrung. Rex-Verlag, München 1969
- Gesundheit und Krankheit der Seele: Vertrauen zur Psychotherapie. Herder, Freiburg 1969.
- Der sexuelle Notstand und die Kirchen. Herderbücherei BdNr 423, Freiburg 1972, ISBN 3-451-01923-X; 2. Auflage Mohn, Gütersloh 1972, ISBN 3-579-04545-8
- Utopie Ehe zwischen Pornographie und Prüderie. Tübingen 1973.
- Zum Thema Zölibat. Bekenntnisse von Betroffenen. Kindler Verlag 1973, Neuauflage 1982, ISBN 978-3-463-00553-9